# Мересниця річкова
Мересниця річкова, або гольян звичайний (Phoxinus phoxinus) — риба родини ялецевих.

## Розповсюдження
Розповсюджений у водоймах Європи та Північної частини Азії. В Україні зустрічається у водоймах Карпат, деяких річках та водоймах Криму, та в деяких річках та озерах Дніпра (Тетерів).

## Будова
Розміри невеликі, довжина до 12 см (зазвичай 8 — 9 см), вага до 15 г. Тіло видовжене, майже циліндричне. Луска дрібна. Спинний та анальний плавці короткі але високі. Всі плавці окрім хвостового закруглені. Рот маленький, кінцевий. Забарвлення строкате. Спина зеленувато-сіра, боки золотисті з зеленуватим відтінком та темними плямами, черево світле. Спинний та хвостовий плавці зеленувато-сірі, всі інші — жовтуваті. У період нересту у самців краї зябрових кришок, губи, груди та основи плавців стають червоними, нижня щелепа — чорною.

## Спосіб життя

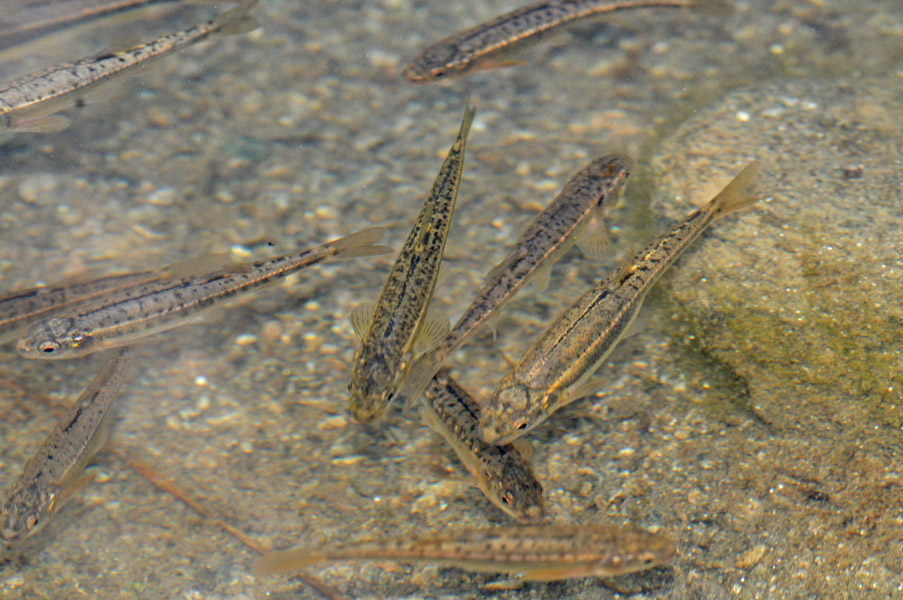
Зграя гольянів на мілині

Мересниця живе у річках та струмках зі швидкою течією та холодною водою, піщаним або кам'янистим ґрунтом. Активна вдень. Живиться дрібними безхребетними, молоддю риб, іноді нитчастими водоростями. Тримається великими зграями на течії, причому риби більших розмірів тримаються ближче до дна, менші особини — ближче до поверхні.

## Розмноження
Статевої зрілості досягає у віці 2 — 3 років. Нерест починається у травні та продовжується до липня в декілька етапів на мілких ділянках річок. В нерестовому стаді самців в 2 рази більше ніж самиць. Ікра прикріплюється до каміння. Плодючість самиць залежить від розмірів та становить від 200 до 600 ікринок. Розвиток ембріонів триває 10 — 15 діб при температурі води 8 — 11°С. Личинки, що з'явились починають живитись на 4-5 добу (довжина 6-7 мм, вага 3-4 мг). В серпні розміри становлять 15-25 мм при вазі 52-240 мг, а у річних особин 20-38 мм та 96-700 мг відповідно.

## Значення
Промислового значення не мають, рибалки-аматори використовують гольяна як наживку для хижих видів риб. Гольянами живляться цінні промислові види риб, зокрема форель.